# Camichines
Camichines es una localidad del estado mexicano de Jalisco. Es parte del municipio de Cocula.

## Demografía
| Gráfica de evolución demográfica |
|                                  |

| Censo | Población |
| ----- | --------- |
| 1900  | 330       |
| 1910  | 74        |
| 1921  | 490       |
| 1930  | 495       |
| 1940  | 651       |
| 1950  | 687       |
| 1960  | 1 093     |
| 1970  | 984       |
| 1980  | 1 286     |
| 1990  | 1 190     |
| 2000  | 1 139     |
| 2010  | 873       |
| 2020  | 1 071     |